# From INI
『From INI』（フロム アイエヌアイ）は、2022年1月8日（7日深夜）からJFNCの制作により、TOKYO FMをはじめとするJFN系列全国37局ネット（エフエム福岡を除く）で放送されているラジオ番組である。略称は『フロイニ』。

## 概要
オーディション番組『PRODUCE 101 JAPAN SEASON2』から誕生したグローバルボーイズグループ『INI』が初めてラジオパーソナリティを担当するラジオ番組である。
同時間帯で放送されていた『やまだひさしのラジアンリミテッドF』は生放送であったが、当番組は原則として事前収録での放送となっている。ただし、不定期ながら生放送を行う場合もある。
番組内では、INIの最近の活動やプライベートなトークはもちろんのこと、リスナーの悩みや相談に真剣に答えるコーナーや、メンバーそれぞれの個性を生かしたコーナーなどをメインに構成される。
パーソナリティを担当するするINIメンバーは、週ごとに様々な組み合わせで登場する。ただし、2022年1月8日の初回放送は、番組の前半と後半に2組が分かれる形ながらメンバー全員が出演した。

## 出演者
- INI

スペシャルゲスト
- 仲宗根梨乃（#4、2022年1月29日放送[5]） - 『PRODUCE 101 JAPAN SEASON2』でダンストレーナーとして出演
- KEN THE 390（#10、2022年3月12日放送）
- WANIMA（#20、2022年5月21日放送[9]）
- JUNON、MANATO（BE:FIRST）（#21、2022年5月28日放送[10]）
- ニューヨーク（#24、2022年6月18日放送）
- Ayumu Imazu（#31、2022年8月6日放送）（#139、2024年8月31日放送）
- Tani Yuuki（#39、2022年10月1日放送）
- 高橋文哉、八村倫太郎（#41、2022年10月15日放送）
- 中川大輔（#49、2022年12月10日放送）
- s**t kingz NOPPO（#59、2023年2月18日放送）
- 上野恭平（#66-68、2023年4月8日・15日・22日放送）
- 関口メンディー（GENERATIONS from EXILE TRIBE）（#68、2023年4月22日放送）
- 柳田周作、吉田喜一（神はサイコロを振らない）（#74、2023年6月3日放送）
- DXTEEN（#87、2023年9月2日放送）（#176、2025年5月17日放送 ※大久保波留、寺尾香信）
- 山村 隆太、阪井一生（flumpool）（#92、2023年10月7日放送）
- 松倉海斗、松田元太（Travis Japan）（#102、2023年12月16日放送）
- ヨサン、ウヨン（ATEEZ）（#114、2024年3月9日放送）
- 松丸亮吾（#120、2024年4月20日放送）
- 安達祐人（#127、2024年6月8日放送）
- かみちぃ（ジェラードン）（#128、2024年6月15日放送）
- 杉咲花（#129、2024年6月22日放送）
- マルシィ（#144、2024年10月5日放送）
- 太田駿静、海帆、栗田航兵、西島蓮汰（OCTPATH）（#147、2024年10月26日放送）
- 山中柔太朗（M!LK）（#149、2024年11月9日放送）
- 尾崎世界観（クリープハイプ）（#153、2024年12月7日放送）
- 小森隼（GENERATIONS from EXILE TRIBE）（#154、2024年12月14日放送）
- 佐藤大樹、澤本夏輝（FANTASTICS from EXILE TRIBE）（#162、2025年2月8日放送）
- 青山テルマ（#173、2025年4月23日）
- 與那城奨、川尻蓮（JO1）（#181、2025年6月21日放送）
- Rin音（#184、2025年7月12日放送）

コメントゲスト
- 山村 隆太、阪井一生（flumpool）、柳田周作、吉田喜一（神はサイコロを振らない）、WANIMA、KEN THE 390（#100、2023年12月2日放送）

## ネット局
全局「radiko」・「radiko.jpプレミアム」で聴取可能。
エフエム福岡（FM FUKUOKA）においては、2023年10月現在、『ビーグルクルー RADIO CREWSER』（1:00 - 1:30）、『FM SELECTION』（1:30 - 1:55）、『Check This Out!』（1:55 - 2:00）、『Qラジ!』（毎月最終金曜を除く金曜の翌日である土曜の2:00 - 2:55）、『エースとルークの魔界接近遭遇 リターンズ』（毎月最終金曜の翌日である土曜の2:00 - 2:55）、『POWER PLAY』（2:55 - 3:00）を放送するためJFN系列38局中唯一の非ネットとなっている。
| 放送対象地域   | 放送局名                                    | 放送時間                         | 備考                            |
| -------------- | ------------------------------------------- | -------------------------------- | ------------------------------- |
| 北海道         | エフエム北海道（AIR-G'）                    | 毎週土曜 1:00 - 3:00（金曜深夜） |                                 |
| 青森県         | エフエム青森（AFB）                         | 毎週土曜 1:00 - 3:00（金曜深夜） |                                 |
| 岩手県         | エフエム岩手（FM IWATE）                    | 毎週土曜 1:00 - 3:00（金曜深夜） |                                 |
| 宮城県         | エフエム仙台（Date fm）                     | 毎週土曜 1:00 - 3:00（金曜深夜） |                                 |
| 秋田県         | エフエム秋田（AFM）                         | 毎週土曜 1:00 - 3:00（金曜深夜） |                                 |
| 山形県         | エフエム山形（Rhythm Station）              | 毎週土曜 1:00 - 3:00（金曜深夜） |                                 |
| 福島県         | エフエム福島（ふくしまFM）                  | 毎週土曜 1:00 - 3:00（金曜深夜） |                                 |
| 群馬県         | エフエム群馬（FM GUNMA）                    | 毎週土曜 1:00 - 3:00（金曜深夜） |                                 |
| 栃木県         | エフエム栃木（RADIO BERRY）                 | 毎週土曜 1:00 - 3:00（金曜深夜） |                                 |
| 東京都         | エフエム東京（TOKYO FM）                    | 毎週土曜 1:00 - 3:00（金曜深夜） |                                 |
| 新潟県         | エフエムラジオ新潟（FM-NIIGATA）            | 毎週土曜 1:00 - 3:00（金曜深夜） |                                 |
| 長野県         | 長野エフエム放送（FM-NAGANO）               | 毎週土曜 1:00 - 3:00（金曜深夜） |                                 |
| 富山県         | 富山エフエム放送（FMとやま）                | 毎週土曜 1:00 - 3:00（金曜深夜） |                                 |
| 石川県         | エフエム石川（HELLO FIVE）                  | 毎週土曜 1:00 - 3:00（金曜深夜） |                                 |
| 福井県         | 福井エフエム放送（FM FUKUI）                | 毎週土曜 1:00 - 3:00（金曜深夜） |                                 |
| 静岡県         | 静岡エフエム放送（K-MIX）                   | 毎週土曜 1:00 - 3:00（金曜深夜） |                                 |
| 愛知県         | エフエム愛知（FM AICHI）                    | 毎週土曜 1:00 - 3:00（金曜深夜） | 2022年7月2日（1日深夜）放送開始 |
| 岐阜県         | エフエム岐阜（FM GIFU）                     | 毎週土曜 1:00 - 3:00（金曜深夜） |                                 |
| 三重県         | 三重エフエム放送（レディオキューブ FM三重） | 毎週土曜 1:00 - 3:00（金曜深夜） |                                 |
| 大阪府         | エフエム大阪（FM大阪）                      | 毎週土曜 1:00 - 3:00（金曜深夜） |                                 |
| 兵庫県         | 兵庫エフエム放送（Kiss FM KOBE）            | 毎週土曜 1:00 - 3:00（金曜深夜） |                                 |
| 滋賀県         | エフエム滋賀（e-radio）                     | 毎週土曜 1:00 - 3:00（金曜深夜） |                                 |
| 島根県・鳥取県 | エフエム山陰（V-air）                       | 毎週土曜 1:00 - 3:00（金曜深夜） |                                 |
| 岡山県         | 岡山エフエム放送（FM OKAYAMA）              | 毎週土曜 1:00 - 3:00（金曜深夜） |                                 |
| 広島県         | 広島エフエム放送（HFM）                     | 毎週土曜 1:00 - 3:00（金曜深夜） |                                 |
| 山口県         | エフエム山口（FMY）                         | 毎週土曜 1:00 - 3:00（金曜深夜） |                                 |
| 香川県         | エフエム香川（FM香川）                      | 毎週土曜 1:00 - 3:00（金曜深夜） |                                 |
| 愛媛県         | エフエム愛媛（FM愛媛）                      | 毎週土曜 1:00 - 3:00（金曜深夜） |                                 |
| 高知県         | エフエム高知（Hi-Six）                      | 毎週土曜 1:00 - 3:00（金曜深夜） |                                 |
| 徳島県         | エフエム徳島（FM TOKUSHIMA）                | 毎週土曜 1:00 - 3:00（金曜深夜） |                                 |
| 佐賀県         | エフエム佐賀（FMS）                         | 毎週土曜 1:00 - 3:00（金曜深夜） |                                 |
| 長崎県         | エフエム長崎（FM Nagasaki）                 | 毎週土曜 1:00 - 3:00（金曜深夜） |                                 |
| 熊本県         | エフエム熊本（FMK）                         | 毎週土曜 1:00 - 3:00（金曜深夜） |                                 |
| 大分県         | エフエム大分（Air-Radio FM88）              | 毎週土曜 1:00 - 3:00（金曜深夜） |                                 |
| 宮崎県         | エフエム宮崎（JOY FM）                      | 毎週土曜 1:00 - 3:00（金曜深夜） |                                 |
| 鹿児島県       | エフエム鹿児島（μFM）                       | 毎週土曜 1:00 - 3:00（金曜深夜） |                                 |
| 沖縄県         | エフエム沖縄（FM沖縄）                      | 毎週土曜 1:00 - 3:00（金曜深夜） |                                 |

## 特別番組・イベント
- JFN EARTH DAY SPECIAL TO THE FUTURE From INI（2022年4月17日、配信イベント）
  - ゲスト: KEN THE 390、BE：FIRST
- JFN EARTHDAY SPECIAL TO THE FUTURE From INI（2022年4月22日）
  - ゲスト: マシンガンズ滝沢、大空幸星
- With INI～フロイニ SPECIAL～（2022年11月12日、スカパー!）
- With INI vol.2 ～フロイニの裏側を覗いちゃおうSPECIAL～（2023年3月26日、スカパー!）
  - ゲスト: 川崎鷹也
- JFN EARTHDAY SPECIAL TO THE FUTURE From INI ～アナタと学ぶ　未来のカタチ～（2023年4月22日）
  - ゲスト: 西村宏堂、斎藤幸平、長谷部道丈（青山商事広報部）、小森隼※コメント出演
- From INI ～フロイニの裏側も見せちゃいます！～（2023年7月1日、スカパー!）
- From INI ～フロイニの裏側も見せちゃいます！～ #2（2023年8月26日、スカパー!）
- With INI vol.3 ～フロイニの裏側を覗いちゃおうSPECIAL～（2023年9月29日、スカパー!）
- From INI ～フロイニの裏側も見せちゃいます！～ #3（2023年11月25日、スカパー!）
- With INI！vol.4 ～まったり一緒に過ごそうSP～（2024年3月1日、スカパー!）
- From INI ～フロイニの裏側も見せちゃいます！～ #4（2024年4月13日、スカパー!）
- From INI ～フロイニの裏側も見せちゃいます！～ #5（2024年6月8日、スカパー!）（2024年9月27日、TBSチャンネル1[12]）
- JFN EARTHDAY SPECIAL TO THE FUTURE From INI ～アナタと叶える やさしい暮らし～（2024年4月22日）
  - ゲスト：岸博幸、小島よしお
- With INI！vol.5 〜華麗なるクイズ大会〜（2024年7月14日、スカパー!）
- From INI ～フロイニの裏側も見せちゃいます！～ #6（2024年9月21日、スカパー!）
- With INI！vol.6 ～チャレンジイレブン～（2024年12月20日、スカパー!）
- From INI ～フロイニの裏側も見せちゃいます！～ #7（2025年1月4日、スカパー!）
- From INI ～フロイニの裏側も見せちゃいます！～ #8（2025年3月15日、スカパー!）
- From INI ～フロイニの裏側も見せちゃいます！～ #9（2025年5月31日、スカパー!）（2025年7月21日、TBSチャンネル1）
- With INI！vol.7 ～INI vs フェイクINI～（2025年7月20日、スカパー!）